# Prachovské skály

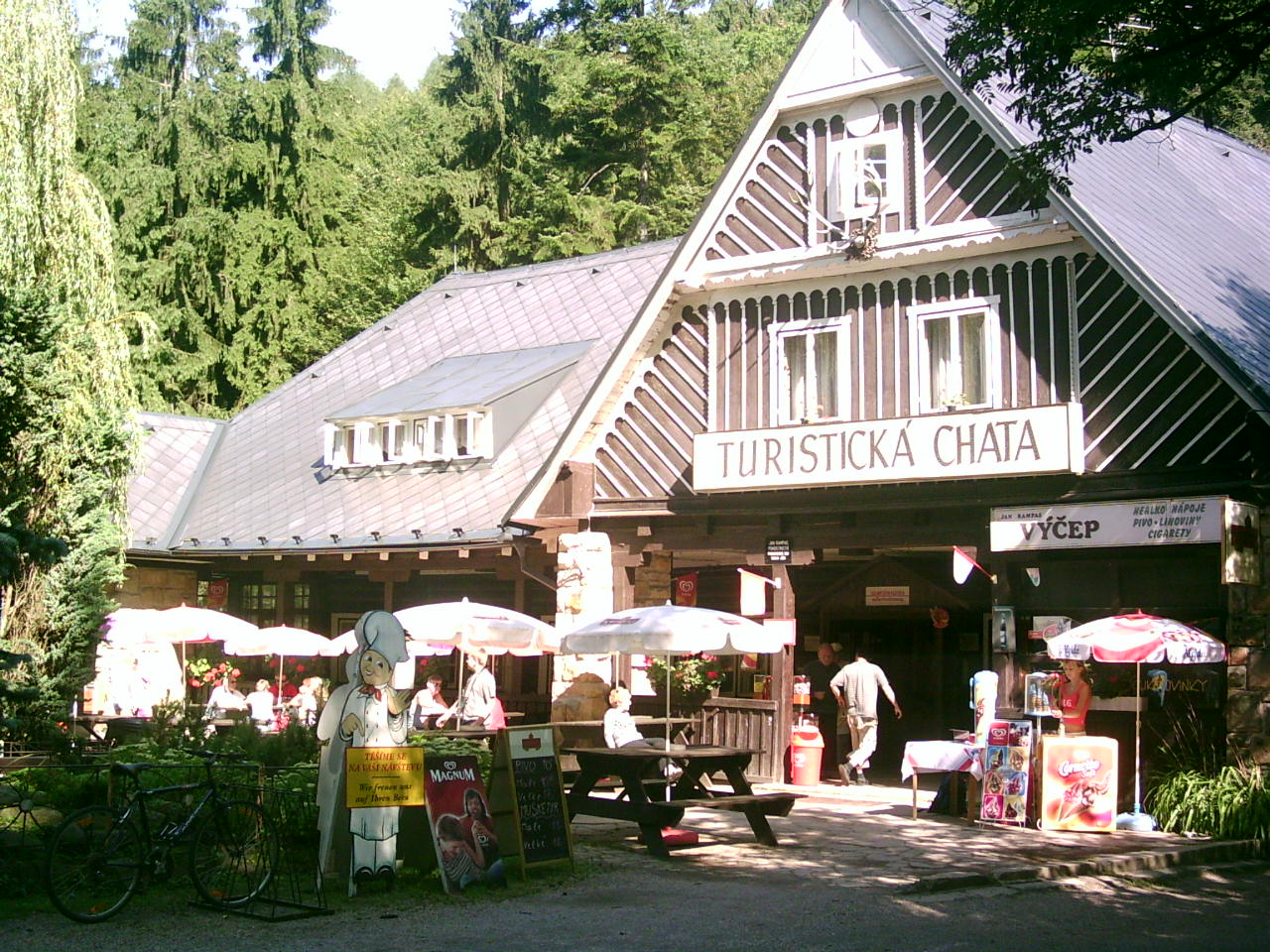
Die Turistická Chata in den Prachauer Felsen

Die Prachovské skály (deutsch: Prachauer Felsen) liegen im äußersten Osten des „Böhmisches Paradies“ (Český ráj) genannten Naturreservates, südlich der Straße Turnov-Jičín und nördlich der Straße Mladá Boleslav-Jičín.
Durch die talseitige Lage der Felsen sind diese landschaftlich nicht so dominant wie z. B. in der Hrubá skála. Die Felsen des Gebietes bestehen durchweg aus mittelfesten bis weichen Sandstein und weisen eine hohe vertikale Gliederung auf. Der Mittelpunkt des Gebietes ist die Turistická Chata, die sich in einem Tal etwas westlich des Hotels Skalní Město befindet.
Im 8. Jahrhundert befand sich hier ein slawischer Burgwall, der die natürlichen Bedingungen des Felsens zur Verbesserung der Verteidigungskraft ausnutzte.
Die Höhe des Gebiets liegt zwischen 350 und 460 m. Seit 1933 steht das Gebiet (ca. 240 ha) unter Naturschutz. Es gibt 13 besondere Aussichtspunkte.
Die Felsenstadt selbst ist nur gegen Eintritt zu betreten. Es ist ein beliebtes Erholungsgebiet bei Kletterern und Wanderern. Bekannteste Felsgebilde sind die Rabenfelsen und die Prachauer Nadel und Mütze. Geklettert wird hier seit 1908. Die touristische Erschließung des Gebietes begann aber schon im 19. Jahrhundert.
Nordwestlich der Prachauer Felsen liegt die Burg Pařez.

Die Felsen Prachauer Nadel und Prachauer Mütze
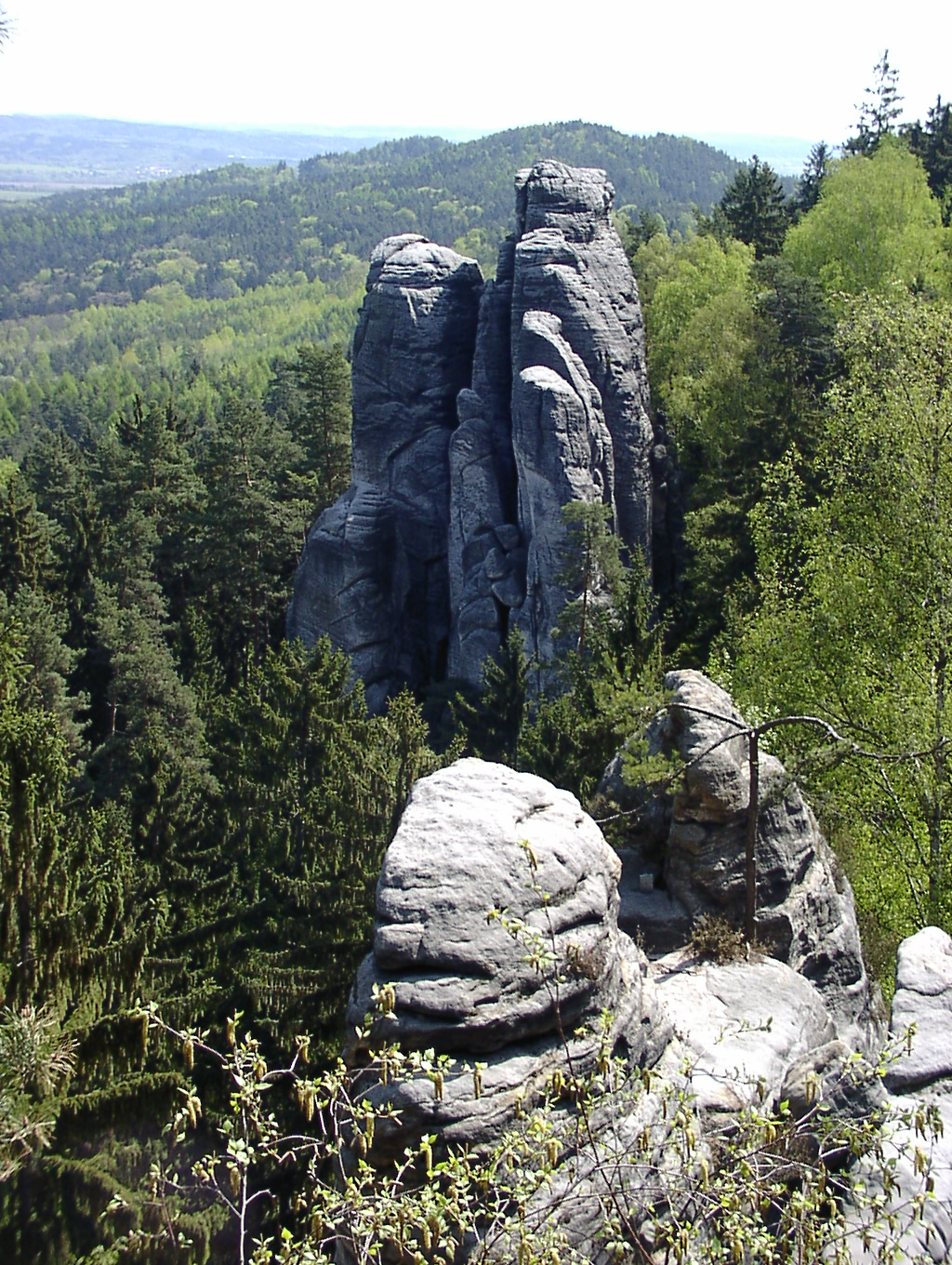
Die Rabensteine
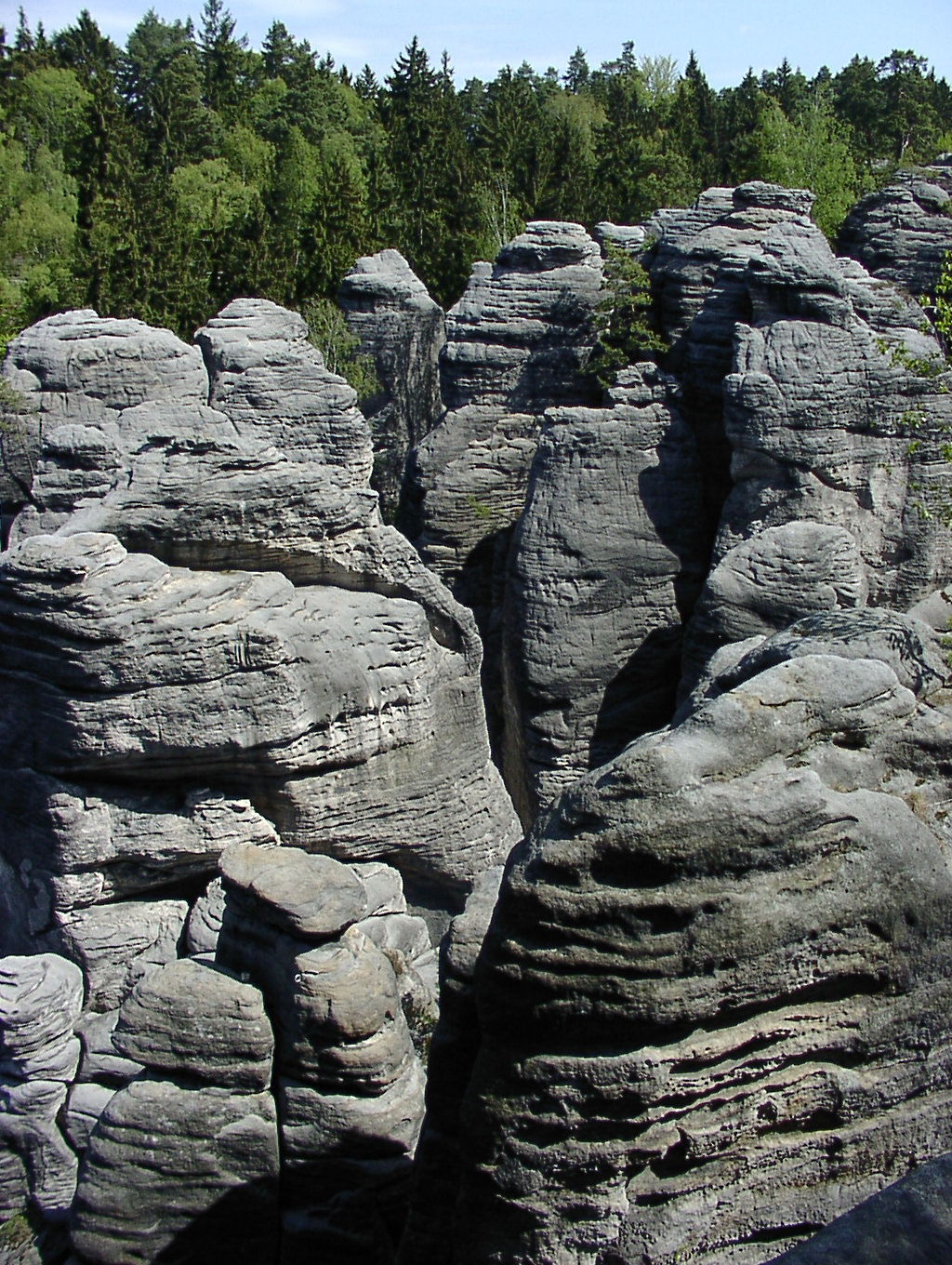
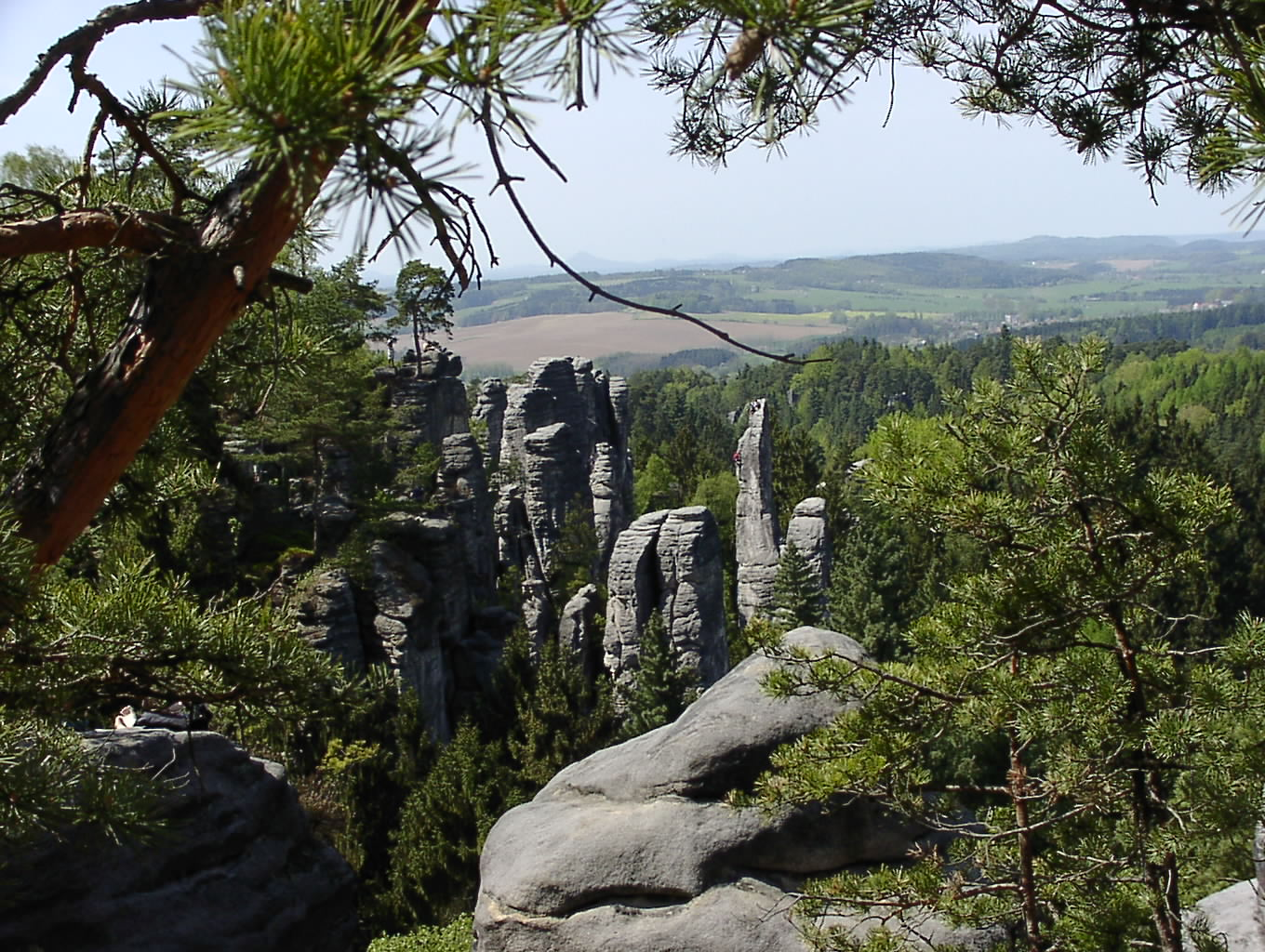
Blick vom Rundweg Richtung Prachauer Nadel und Mütze